# Янченко, Иван Сергеевич
Иван Сергеевич Янченко (род. 27 апреля 2004, Гомель) — белорусский и российский хоккеист, нападающий.

## Биография
Начинал заниматься хоккеем в СДЮШОР-2 (Гомель). На нескольких турнирах играл за «Витебск» (2013/14) и «Динамо» Минск (2014/15), затем перешёл в РЦОП «Раубичи». С 2019 года — в российском ЦСКА. С сезона 2021/22 стал играть в МХЛ за команду « Красная армия». 1 сентября 2023 года в домашнем матче ЦСКА против «Ак Барса» (2:5) дебютировал в КХЛ.
В сезоне-2024/25 Янченко выступал за «Звезду» в ВХЛ. В 48 играх за фарм-клуб ЦСКА он набрал 20 (16+4) результативных баллов.
25 апреля 2025 года вызван в сборную Беларуси для подготовки к товарищеским матчам с Россией и Казахстаном. При этом в двух предыдущих сезонах Янченко выступал за молодежную (U-20) сборную России. 